# Airco D.H.9

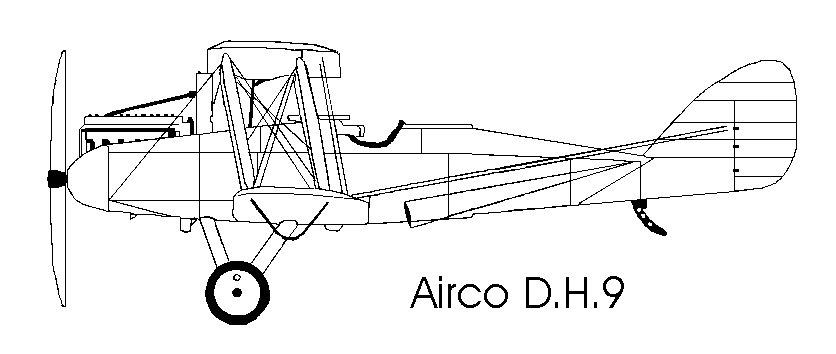
Bokorys D.H.9

Airco D.H.9 byl britský dvoumístný dvouplošný bombardér vyráběný firmou Airco a používaný během první světové války i po ní.

## Historie
V červnu 1917 bylo jako reakce na německé nálety na Londýn přijato rozhodnutí zvýšit počet squadron Royal Flying Corps ze 108 na 200, přičemž většina nových jednotek měla být vyzbrojena bombardéry. Jedním z následných opatření měl být vývoj stroje vycházejícího z typu Airco D.H.4. Dne 23. července 1917 byly vydány předběžné požadavky na vývoj stroje, který měl vycházet z praktických provozních zkušeností a připomínek letců bojových jednotek vyzbrojených stroji D.H.4. Nový typ měl především odstraňovat jeho asi jedinou větší nectnost „čtyřky“ — přílišnou vzdálenost mezi pilotem a pozorovatelem-střelcem, což velmi znesnadňovalo jejich vzájemnou komunikaci. Předpokládalo se, že nový typ bude používat až 90% dílů shodných s D.H.4, což by umožnilo hladký a rychlý přechod výroby na nový typ. Pro pohon nového typu se do budoucna počítalo s novým slibným motorem vyvíjeným z typu Galloway Adriatic, u kterého se očekával výkon na úrovni 300 hp (224 kW), který tedy měl dosahovat vyššího výkonu než v té době používané motory Galloway Adriatic či Rolls-Royce Eagle III (ty měly výkon 230, resp. 285 hp). Nutno předeslat, že očekávání výrobce motoru se nenaplnila a výsledek — motor Siddeley-Deasy Puma — skončil na vzletovém výkonu 250 hp. Motorů Adriatic bylo u firmy Galloway Engineering Co. (firma Galloway vznikla z firmy B.H.P. — Beardmore-Halford-Pullinger) vyrobeno pouze 94 kusů; motor byl záhy nahrazen z něj vyvinutým typem Siddeley-Deasy Puma, kterých bylo vyrobeno více než 4000 kusů, ačkoli nakonec nedosahoval očekávaných výkonů.
Typ D.H.9 byl navržen Geoffrey de Havillandem u firmy Aircraft Manufacturing Company (Airco). Využíval téměř beze změny konstrukce křídel a ocasních ploch D.H.4, největší změny zasáhly konstrukci střední části trupu, kde byla přemístěna palivová nádrž před pilota. Výsledkem bylo přiblížení pilota blíže k střelci/pozorovateli (což jim usnadnilo vzájemnou komunikaci).
Prototyp (upravený D.H.4) poháněný motorem Adriatic, nesoucí sériové číslo A7559, poprvé vzlétl v Hendonu koncem července 1917, pilotován Geoffrey de Havillandem. Motor BHP (v sérii vyráběný jako Adriatic) ani jeho nástupce Siddeley-Deasy Puma ale nedokázal spolehlivě pracovat při požadovaném (a očekávaném) výkonu, a tak musel být jeho výkon snížen na 230 hp, aby se zvýšila jeho spolehlivost. To ale mělo negativní vliv na výkony sériových strojů (hlavně ve vyšších letových hladinách) a ty byly horší než u D.H.4, který měl být novým D.H.9 nahrazen (tj. ve srovnání s D.H.4 poháněnými novou verzí motoru Rolls-Royce Eagle o výkonu 360 hp, mezitím zavedeným do výroby). Výsledkem bylo, že D.H.9 bude muset přijmout boj s nepřátelskými stíhači i tam, kde by se jim D.H.4 mohl vyhnout.

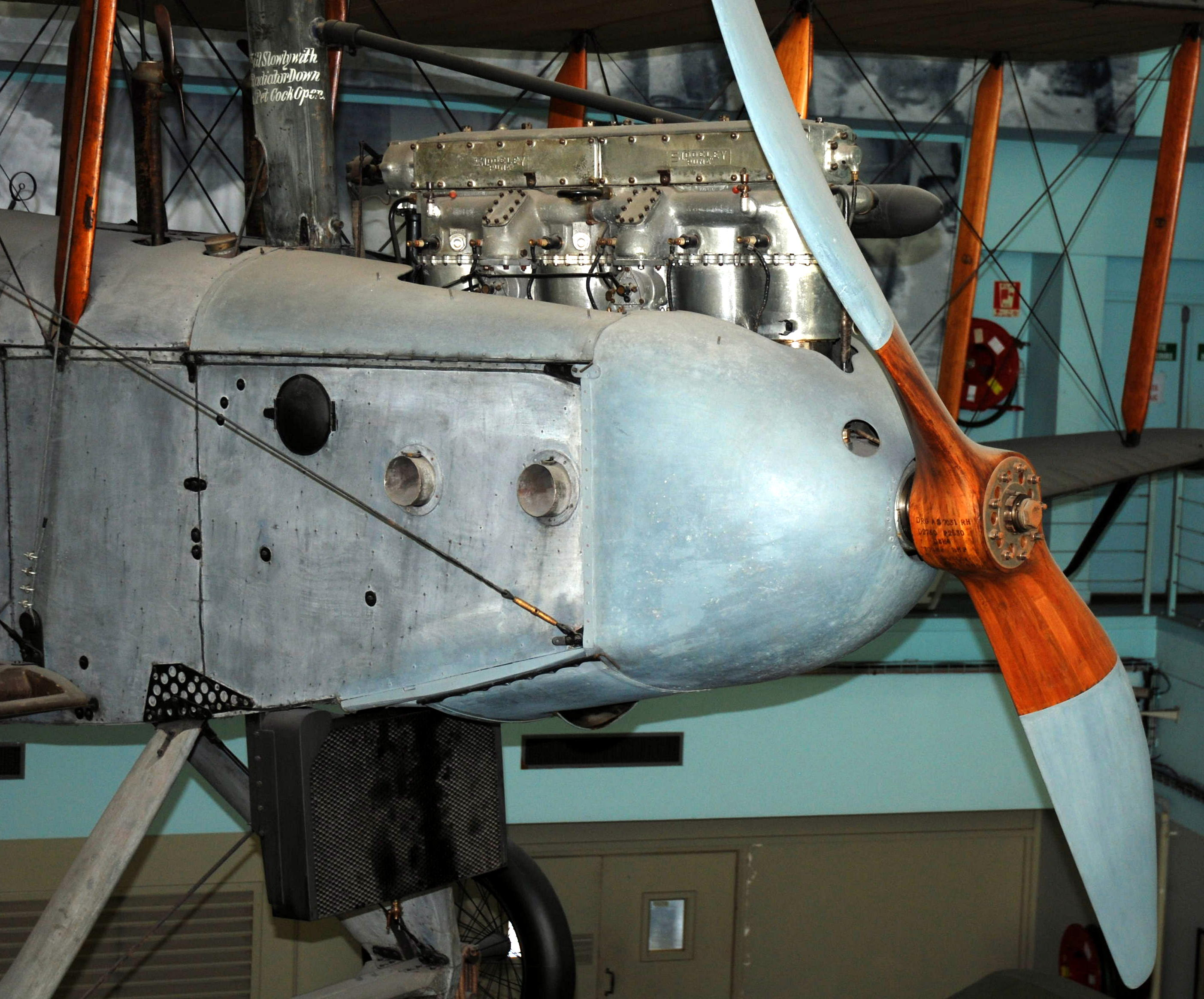
Detail pohonné jednotky a dvoulisté vrtule typu D.H.9, Musée de l'Air et de l'Espace, Le Bourget, Francie

Postupně bylo učiněno několik pokusů najít pro D.H.9 vhodnější motor. Zkoušen byl motor Siddeley-Deasy Puma, italský motor Fiat A.12 či Napier Lion o výkonu 430 hp (ten tehdy byl teprve v prototypovém stadiu a ještě potřeboval další vývoj), ale konečným řešením bylo rozsáhlé překonstruování draku letounu a zástavba výkonnějších a již konstrukčně vyzrálých motorů — amerického typu Liberty 12A o výkonu 420 hp (313 kW) a domácího motoru Rolls-Royce Eagle VIII o výkonu 360 hp (268,5 kW), který byl zaveden do výroby jako vcelku úspěšný typ D.H.9A.
V důsledku toho že letoun nedosahoval ani výkonů staršího D.H.4, od května do listopadu 1918 bylo jen u 99. a 104. squadrony následkem činnosti nepřítele ztraceno 54 letounů (dalších 94 ale bylo ztraceno při nehodách, z velké části způsobených defekty nespolehlivých motorů) při 848 operačních letech (což představovalo neakceptovatelných 6,37% bojových ztrát způsobených protivníkem). Uvažovalo se o jeho úplném stažení nicméně nakonec byly tyto bombardéry úspěšné v operacích na středním východě proti Turecku.
Letoun D.H.9 sloužil v letectvu několika spojenců Velké Británie, mimo jiné také v tehdejší Jihoafrické unii (pozdější Jihoafrické republice), kde letoun přejmenovali názvem Mpala a vybavili motory Jupiter.
Celkem byla v několika kontraktech objednána stavba 4630 letounů D.H.9, skutečně jich bylo postaveno 4091, výroba byla zastavena v roce 1919 (3204 strojů bylo vyrobeno do konce roku 1918, z toho 2166 bylo dodáno Královskému letectvu; množství dalších strojů bylo uskladněno či dodáno nezkompletováno). Firma Westland Aircraft vyrobila v licenci přibližně 250 kusů D.H.9.

## Specifikace (D.H.9 s motorem Siddeley-Deasy Puma)

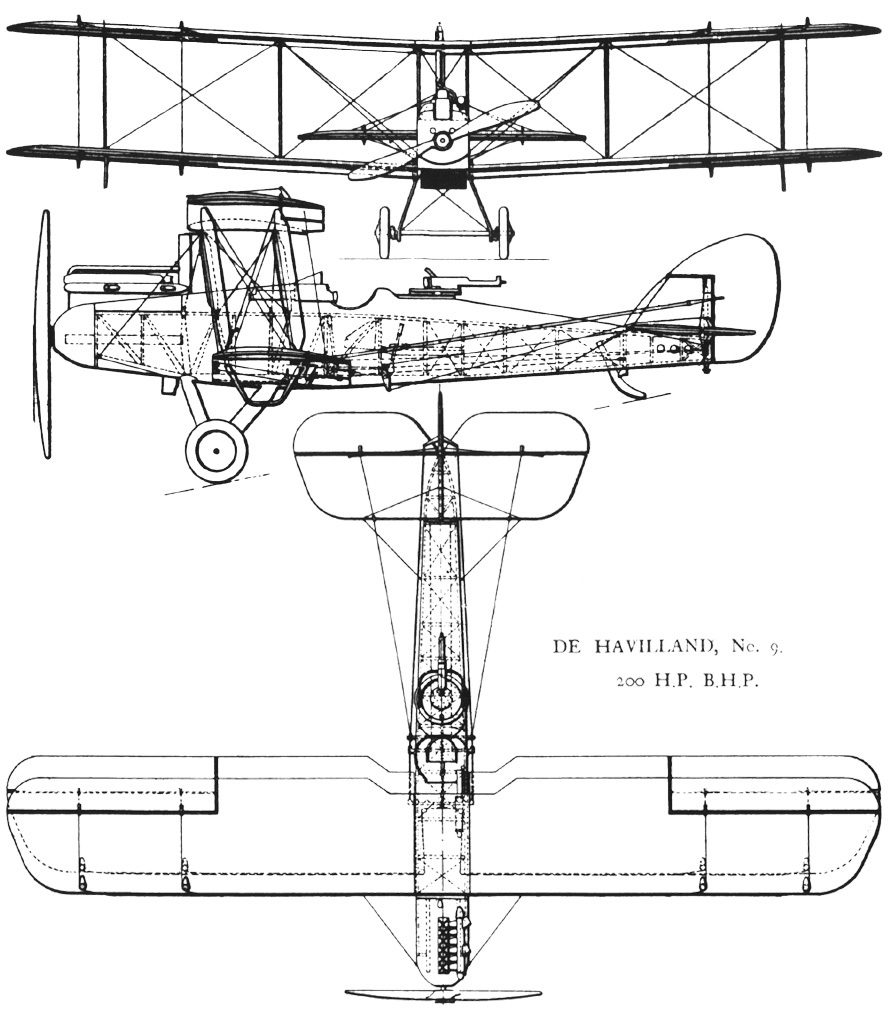
Třípohledový nákres

### Technické údaje
- Posádka: 2 muži (pilot, střelec/pozorovatel)
- Rozpětí: 12,919 m
- Délka: 9,271 m
- Výška: 3,442 m
- Nosná plocha: 40,32 m²
- Hmotnost prázdného stroje: 1011 kg
- Vzletová hmotnost : 1719 kg
- Pohonná jednotka: řadový (stojatý) šestiválec Siddeley-Deasy Puma
- Výkon pohonné jednotky: 230 hp (172 kW)

### Výkony
- Maximální rychlost:
  - 182 km/h na úrovni hladiny moře
  - 176 km/h ve výšce 3048 m
- Dostup: 4724 m
- Čas výstupu do 3048 m: 18 min 30 sec
- Vytrvalost: 4 hod 30 min

### Výzbroj
- synchronizovaný kulomet Vickers ráže 7,7 mm ovládaný pilotem
- 1 nebo 2 kulomety Lewis ráže 7,7 mm na okruhu Scarff ovládané pozorovatelem
- 209 kg pum

## Uživatelé
- Belgie, Jihoafrická republika, Kanada, Nový Zéland, USA, Velká Británie (RAF, RFC)